# Emil Perška
Emanuel „Emil” Perška (serb. Емануел „Емил” Першка, ur. 20 czerwca 1896 w Starej Pazovej, zm. 8 maja 1945 w Zagrzebiu) – jugosłowiański piłkarz pochodzenia słowackiego występujący na pozycji napastnika, reprezentant Królestwa SHS w latach 1920–1927, olimpijczyk, dziennikarz i historyk sportu.
Jeden z pierwszych profesjonalnych piłkarzy w historii Jugosławii. Uznawany za jednego z najlepszych i najbardziej rozpoznawanych zawodników okresu międzywojennego. Uczestnik trzech turniejów olimpijskich. Nosił przydomek boiskowy Lalec.

## Kariera klubowa
Grę w piłkę nożną rozpoczął w HAŠK Zagrzeb. Po wybuchu I wojny światowej jako żołnierz został wysłany do Austro-Węgier, gdzie w czasie wolnym grał w jednym z lokalnych klubów w Györze. Po zakończeniu działań wojennych odmówił powrotu do kraju, przez co uznano go za dezertera. W obawie przed aresztowaniem uciekł do Wiednia, gdzie występował w Wiener AC. W 1919 roku dzięki wpływowym działaczom Građanskiego Zagrzeb został ułaskawiony i powrócił do Zagrzebia, gdzie na krótki okres został piłkarzem HAŠK, po czym rozpoczął grę w Građanskim.
Po występie na Igrzyskach Olimpijskich 1920 Perška podpisał lukratywny kontrakt z paryskim zespołem CA Sports Généraux, gdzie grał przez kilka miesięcy. Od sezonu 1921 występował ponownie w Građanskim Zagrzeb, z którym w sezonach 1923, 1926 i 1928 wygrał mistrzostwo Królestwa SHS a także sześciokrotnie zdobył mistrzostwo Zagrzebia. W 1931 roku odszedł z zespołu i zakończył grę w piłkę nożną. Szacuje się, iż łącznie we wszystkich rozgrywkach zaliczył w barwach Građanskiego 320 spotkań i zdobył 174 bramki.

## Kariera reprezentacyjna
28 sierpnia 1920 zadebiutował w reprezentacji Królestwa SHS w przegranym 0:7 meczu z Czechosłowacją na Igrzyskach Olimpijskich 1920, po którym jego zespół odpadł z rywalizacji. 3 czerwca 1923 zdobył pierwszą bramkę w drużynie narodowej wygranym 2:1 towarzyskim spotkaniu przeciwko Polsce w Krakowie. W 1924 roku został powołany na igrzyska olimpijskie w Paryżu. Na turnieju tym zagrał on w przegranym 0:7 meczu I rundy z Urugwajem. W 1928 znalazł się w składzie na igrzyska olimpijskie w Amsterdamie, jednak nie zaliczył tam żadnego występu. W czerwcu tego samego roku po zamordowaniu chorwackich przywódców politycznych przez serbskich nacjonalistów odmówił gry w reprezentacji Królestwa SHS. Ogółem w latach 1920–1927 rozegrał w drużynie narodowej 14 spotkań w których zdobył 2 bramki.

### Bramki w reprezentacji
| LP | Data           | Miejsce                         | Przeciwnik     | Bramka | Rezultat | Ranga meczu     |
| -- | -------------- | ------------------------------- | -------------- | ------ | -------- | --------------- |
| 1. | 3 czerwca 1923 | Stadion Cracovii, Kraków        | Polska         | 1:0    | 2:1      | Mecz towarzyski |
| 2. | 31 lipca 1927  | Stadion SK Jugoslavija, Belgrad | Czechosłowacja | 1:0    | 1:1      | Mecz towarzyski |

## Działalność publicystyczna i artystyczna
Perška był pierwszym redaktorem naczelnym pisma Zagrebački Športski List, w którym prowadził piłkarską sekcję Dribling i šut (z chorw. Drybling i strzał). Pod pseudonimem Pele-mele publikował eseje w czasopiśmie Večeri, w których zawierał m.in. szczegóły i anegdoty ze swojej kariery piłkarskiej. Jest autorem dwóch książek: Sportski almanah grada Zagreba (z chorw. Sportowy almanach miasta Zagrzebia) (1935) oraz Nogomet: Teorija - tehnika - taktika - training (z chorw. Piłka Nożna: Teoria - technika - taktyka - trening) (1937).
Malował akwarele, tworzył ilustracje i szkice. Jest twórcą ilustracji do książki Eduarda Bassa Nepobjediva momčad (z chorw. Niepokonany zespół) (1926).

## Życie prywatne
Urodził się w miejscowości Stara Pazova k. Belgradu jako syn Josipa Perški i Rosalii Perški z d. Žirocká, którzy byli członkami zamieszkującej tej region mniejszości słowackiej. On sam uważał się za Chorwata. W trakcie I wojny światowej służył w armii austro-węgierskiej. Po wojnie osiadł w Zagrzebiu, gdzie zajął się dziennikarstwem, pisarstwem oraz historią sportu.
Był zaciekłym orędownikiem uzyskania przez Chorwację pełnej niepodległości i uniezależnienia się od Serbów. Oskarżano go o wspieranie Ustaszy. Zmarł w maju 1945 roku w Zagrzebiu. Okoliczności jego śmierci nie zostały wyjaśnione. Jedna z wersji uznaje, że za służbę w policji Niepodległego Państwa Chorwackiego został rozstrzelany przez członków Narodowej Armii Wyzwolenia Jugosławii, podczas gdy inne źródła twierdzą, iż zginął w pożarze swojego domu podczas walk zbrojnych w Zagrzebiu. Miejsce jego pochówku nie jest znane.

## Sukcesy
Građanski Zagrzeb
- mistrzostwo Królestwa SHS: 1923, 1926, 1928